# Because of You (Gustaph-dal)
A Because of You (magyarul: Miattad) a belga Gustaph énekes dala, mellyel Belgiumot képviselte a 2023-as Eurovíziós Dalfesztiválon Liverpoolban. A dal 2023. január 14-én, a belga nemzeti döntőben, az Eurosongban megszerzett győzelemmel érdemelte ki a dalversenyen való indulás jogát.

## Eurovíziós Dalfesztivál
2022. november 8-án vált hivatalossá, hogy az énekes bekerült az Eurosong mezőnyébe. A döntő előtt a résztvevők két dalt mutattak be külön erre az alkalomra megrendezett adásokban. Gustaph a 2023. január 12-i műsorban a Because of You, míg január 13-án a The Nail című dalt mutatta be. Ekkor döntött az előbbi dal mellett, amellyel versenyez a döntőben. Január 14-én az énekes alábbi dalát választották ki a nézők a 2023-as Eurosong döntőjében, amellyel képviseli hazáját az Eurovíziós Dalfesztiválon.
A dalfesztivál előtt Barcelonában, Madridban és Amszterdamban eurovíziós rendezvényeken népszerűsítette versenydalát.
A dalt először a május 11-én rendezett második elődöntőben fellépési sorrendben ötödikként adta elő az Észtországot képviselő Alika Bridges című dala után és a Ciprust képviselő Andrew Lambrou Break a Broken Heart című dala előtt. Az elődöntőből nyolcadik helyezettként sikeresen továbbjutott a május 13-i döntőbe, ahol fellépési sorrendben tizenhatodikként lépett fel, az Ausztráliát képviselő Voyager Promise című dala után és az Örményország képviselő Brunette Future Lover című dala előtt. A zsűri szavazáson a hetedik helyen végzett 127 ponttal (Ausztráliától, Grúziától és Görögországtól maximális pontot kapott), míg a nézői szavazáson a tizenkettedik helyen végzett 55 ponttal, így összesítésben 182 ponttal a verseny hetedik helyezettje lett.
A következő belga induló Mustii Before the Party’s Over című dala volt a 2024-es Eurovíziós Dalfesztiválon.

### Kapott pontok
Második elődöntő
| Szavazat | Össz | Szavazó országok | Szavazó országok | Szavazó országok | Szavazó országok | Szavazó országok | Szavazó országok | Szavazó országok | Szavazó országok | Szavazó országok | Szavazó országok | Szavazó országok | Szavazó országok | Szavazó országok | Szavazó országok | Szavazó országok | Szavazó országok   | Szavazó országok | Szavazó országok | Szavazó országok    |
| Szavazat | Össz | Dánia            | Örményország     | Románia          | Észtország       | Ciprus           | Izland           | Görögország      | Lengyelország    | Szlovénia        | Grúzia           | San Marino       | Ausztria         | Albánia          | Litvánia         | Ausztrália       | Egyesült Királyság | Spanyolország    | Ukrajna          | A Világ többi része |
| -------- | ---- | ---------------- | ---------------- | ---------------- | ---------------- | ---------------- | ---------------- | ---------------- | ---------------- | ---------------- | ---------------- | ---------------- | ---------------- | ---------------- | ---------------- | ---------------- | ------------------ | ---------------- | ---------------- | ------------------- |
| Nézők    | 90   | 8                | 1                |                  | 4                | 4                | 7                | 1                | 3                | 7                | 3                | 5                | 12               | 3                | 5                | 7                | 6                  | 8                | 1                | 5                   |

Döntő
| Zsűri | 127 |  | 2 | 2 | 4  |  |  | 10 | 7 |  | 3 |   | 5 |   | 6 |  | 6 |  | 5 | 2 | 5 |  |  |   |  | 12 | 3 | 4 | 3 |   | 12 |  | 5 | 12 | 5 | 7 | 7 |  |
| Nézők | 55  |  |   |   | 10 |  |  | 3  |   |  |   | 2 |   | 2 | 1 |  |   |  |   |   | 6 |  |  | 4 |  | 3  | 6 | 3 |   | 7 |    |  | 2 |    |   |   | 6 |  |

## A dal háttere
A belga nemzeti döntő előtt egy Eurovíziós rajongói oldalnak adott interjúban az énekes úgy nyilatkozott, hogy a versenyre szánt mindkét dala a szabadság ünneplését és annak örömét hirdeti, hogy önmagad lehess. Az énekes az LMBT közösség tagja, a dalra hatással volt a közösséghez való tartozás és az, hogy önmagát tudja adni. A Because of You-t egy könnyebb klubhimnuszként írta körbe.

## Dalszöveg
| And when the world got me going crazy I carry on 'Cause I know I'm strong When the world got me going crazy I carry on And it's all because of you Because of you – A dal refrénje | És amikor világ megőrjít Folytatom Mert tudom, hogy erős vagyok Amikor a világ megőrjít Folytatom És ez mind miattad van Miattad – A dal refrénje magyarul |

## Galéria

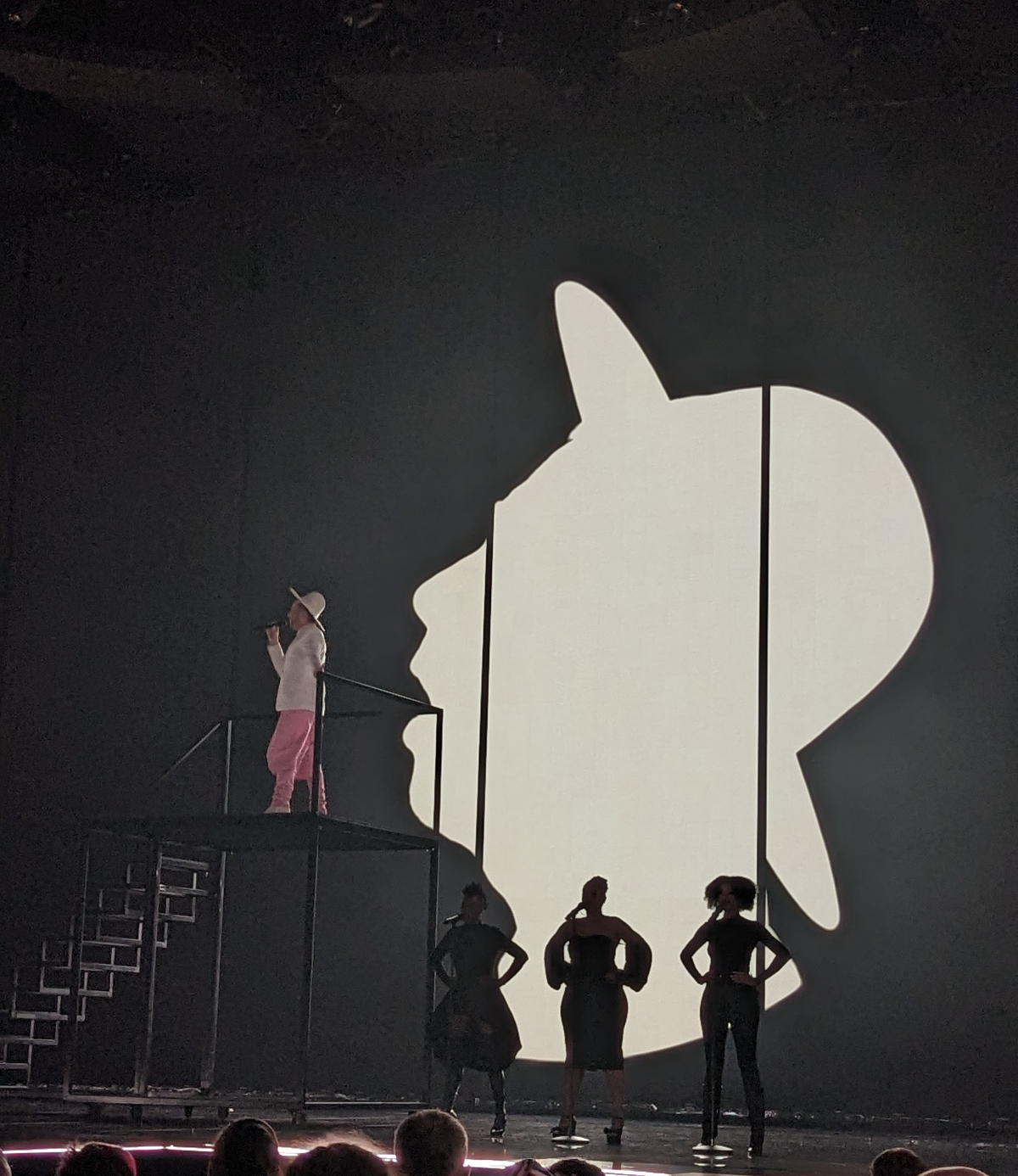
Az elődöntőben
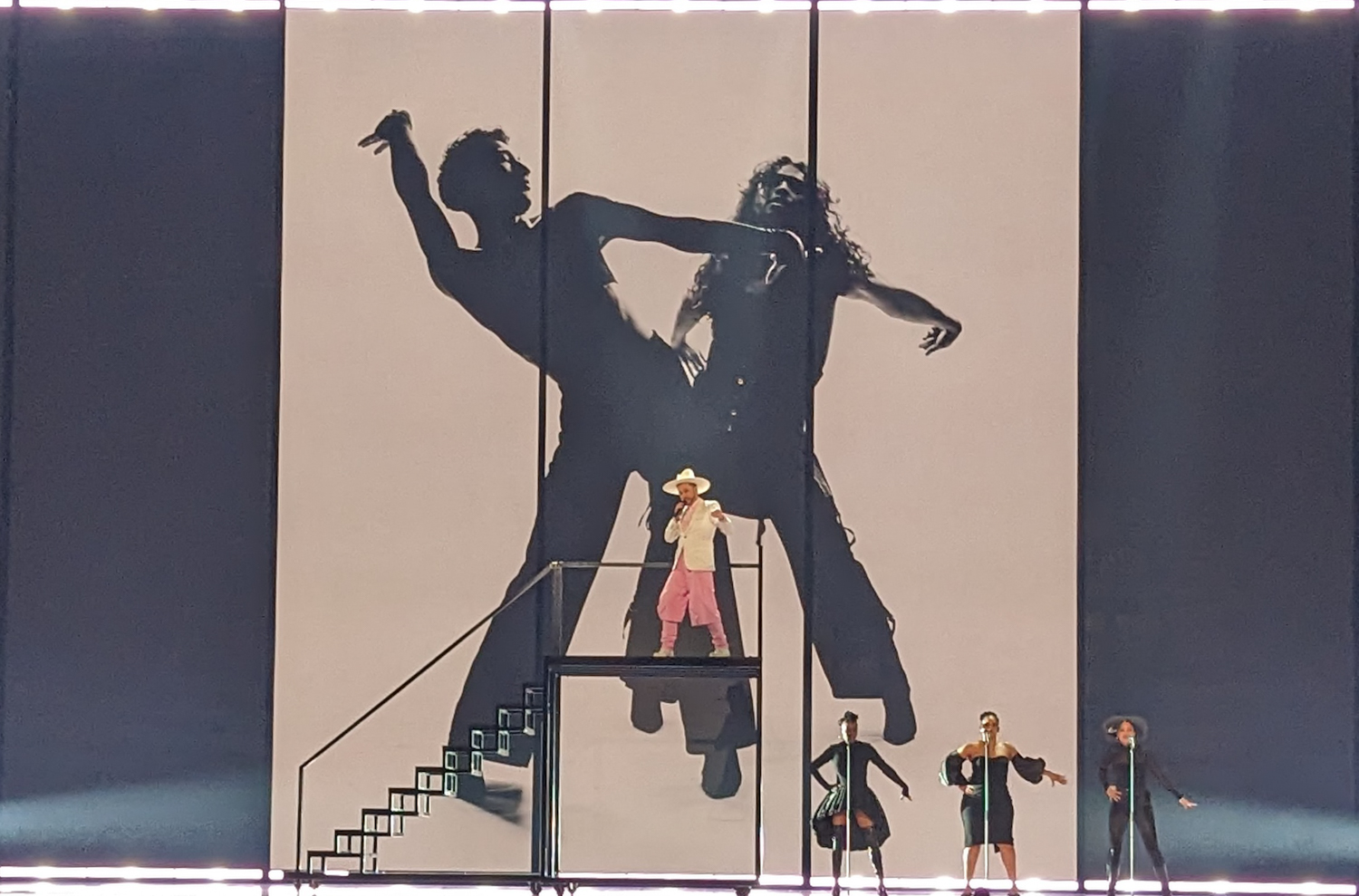
A döntőben